# Truus Oversteegen

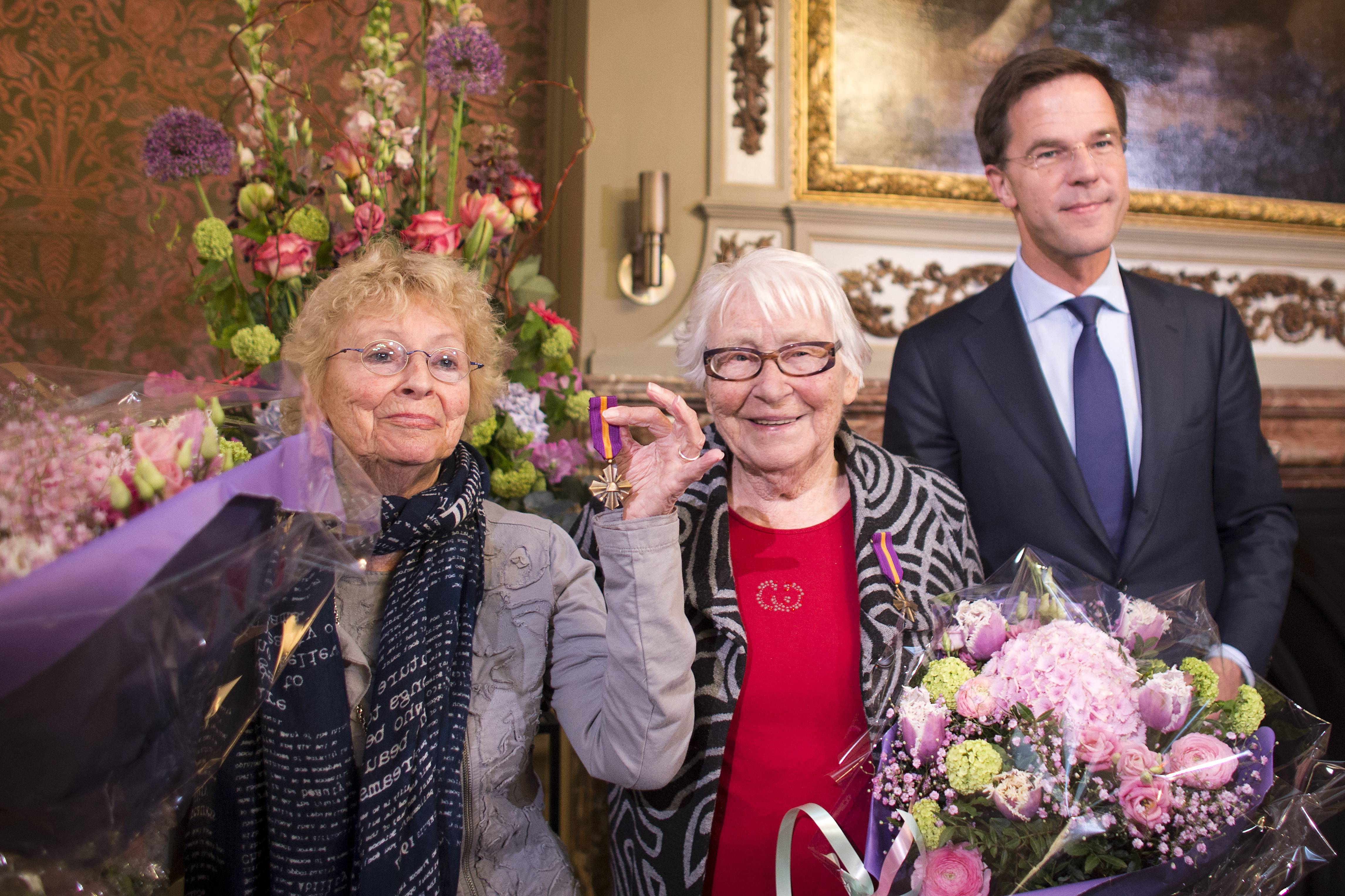
Truus Menger-Oversteegen zwischen Freddie Dekker-Oversteegen und Mark Rutte, 2014

Truus Menger-Oversteegen (geb. 29. August 1923 in Schoten als Truus Oversteegen; gest. 18. Juni 2016 in Grootebroek) war eine niederländische Malerin, Bildhauerin und Widerstandskämpferin. Im Zweiten Weltkrieg war sie zusammen mit ihrer jüngeren Schwester Freddie und Hannie Schaft in der Widerstandsorganisation Raad van Verzet (RVV) tätig.

## Leben
Truus Oversteegen war die Tochter des Kaufmanns Jacob Wilhelm Oversteegen und dessen Frau Trijntje van der Molen. Die Familie war kommunistisch geprägt, Truus und ihre Schwester waren dementsprechend aktiv in der kommunistischen Jugendorganisation Nederlandse Jeugd Federatie. Kurz nach dem Beginn der deutschen Besatzung der Niederlande schlossen sich beide dem aufkommenden Widerstand an. Zunächst beteiligten sie sich vor allem an der Verteilung illegaler Untergrundzeitschriften, wandten sich jedoch mit dem Beginn der Judenverfolgung in den Niederlanden zunehmend auch dem bewaffneten Widerstand zu. 1941 wurden sie in Haarlem für den Raad van Verzet rekrutiert. Neben Kurierdiensten und der Hilfe für untergetauchte Landsleute führte Oversteegen nun auch Brandanschläge, Sabotageakte und Liquidierungen von Vertretern der Besatzungsmacht und niederländischen Verrätern durch. Am 1. März 1945 wurde der Polizist und NSBler Willem Zirkzee durch Hannie Schaft und Truus Oversteegen exekutiert; die Tat fand ungefähr am Krelagehuis an der Leidsevaart in Haarlem statt. Am 15. März verübten Hannie Schaft und Truus Oversteegen einen Anschlag auf Ko Langendijk aus IJmuiden, der für den Sicherheitsdienst (SD) arbeitete. Ein früherer Anschlag auf ihn durch Jan Bonekamp war fehlgeschlagen. Hannie Schaft und Truus Oversteegen haben vergebens versucht, Jan Bonekamp zu befreien, nachdem dieser schwer verwundet durch die Deutschen verhaftet und ins Wilhelmina Gasthuis in Amsterdam gebracht worden war.
Hannie Schaft und Truus Oversteegen wollten am 25. Oktober 1944 den Polizisten und NSBler Fake Krist umbringen, der sehr erfolgreich dabei war, Juden, Untergetauchte und Widerstandskämpfer aufzuspüren, aber andere Haarlemer Widerstandskämpfer kamen ihnen zuvor. Nachdem Hannie Schaft am 21. März 1945 verhaftet worden war, dachte man beim Widerstand, dass sie im Huis van Bewaring in der Weteringschans festgehalten würde. Oversteegen versuchte verkleidet als deutsche Krankenschwester, Hannie Schaft zu befreien. Sie dachte sich eine Geschichte aus, dass sie sie für eine Untersuchung mitnehmen müsse, Hannie Schaft wurde aber tatsächlich im Huis van Bewaring II am Amstelveenseweg festgehalten und war inzwischen ermordet worden.
Nach dem Krieg war Truus Menger-Oversteegen regelmäßig als Rednerin an Universitäten und Schulen tätig, wo sie über den Krieg, Antisemitismus, Toleranz und Gleichgültigkeit berichtete. 1982 schrieb sie ein Buch über ihre Kriegserfahrungen: Toen niet, nu niet, nooit (deutsch etwa: „Damals nicht, heute nicht, niemals“). Das Buch wurde 2000 in deutscher Übersetzung unter dem Titel Im letzten Augenblick veröffentlicht. In Wien wurde 1997 ein Theaterstück uraufgeführt, das auf dem Leben von Hannie, Freddie und Truus basiert. Auch in den Niederlanden wurde ein Theaterstück daraus gemacht.
Menger begann nach dem Krieg eine Karriere als bildende Künstlerin und wurde unter dem Namen ihres Mannes Piet Menger bekannt, den sie im Widerstand kennengelernt hatte. Ihre älteste Tochter hat sie nach Hannie Schaft benannt, Hannie Menger war Vorsitzende der Stichting Nationale Hannie Schaft-Herdenking.
Zu ihrem 75. Geburtstag 1998 wurde Menger wegen ihrer Verdienste zum Officier des Ordens von Oranje-Nassau ernannt. Am 15. April 2014 empfing Truus Menger-Oversteegen zusammen mit ihrer Schwester aus den Händen des Premierministers Mark Rutte das Mobilisatie-Oorlogskruis; eine außergewöhnliche Ehre, da diese Verleihung normalerweise durch Bürgermeister ausgeführt wird.
Truus Menger-Oversteegen starb am 18. Juni 2016 in Haarlem.

## Werke
Skulpturen von Truus Menger stehen an verschiedenen Orten in den Niederlanden und im Ausland, zum Beispiel ein Denkmal zum Gedenken an Hannie Schaft im Kenaupark in Haarlem. Weitere Werke sind:
- Leidse vrouwen in het verzet („Leidener Frauen im Widerstand“) (1985) im Widerstandsmuseum in Leiden
- Banner of Hope („Banner der Hoffnung“) in Johannesburg-Soweto, Zuid-Afrika
- Hun offers voor onze toekomst („Ihre Angebote für unsere Zukunft“) Denkmal in Grootebroek
- Jodenmarkt („Judenmarkt“) in Amsterdam
- Denkmal für taube jüdische Opfer in Amsterdam,
- Staakt Staakt Staakt („Streikt, streikt, streikt“) Denkmal in Zaandam
- Wanhoop („Verzweiflung“) in Hoorn
- Bevroren Tranen („Gefrorene Tränen“) im Erinnerungszentrum Kamp Westerbork

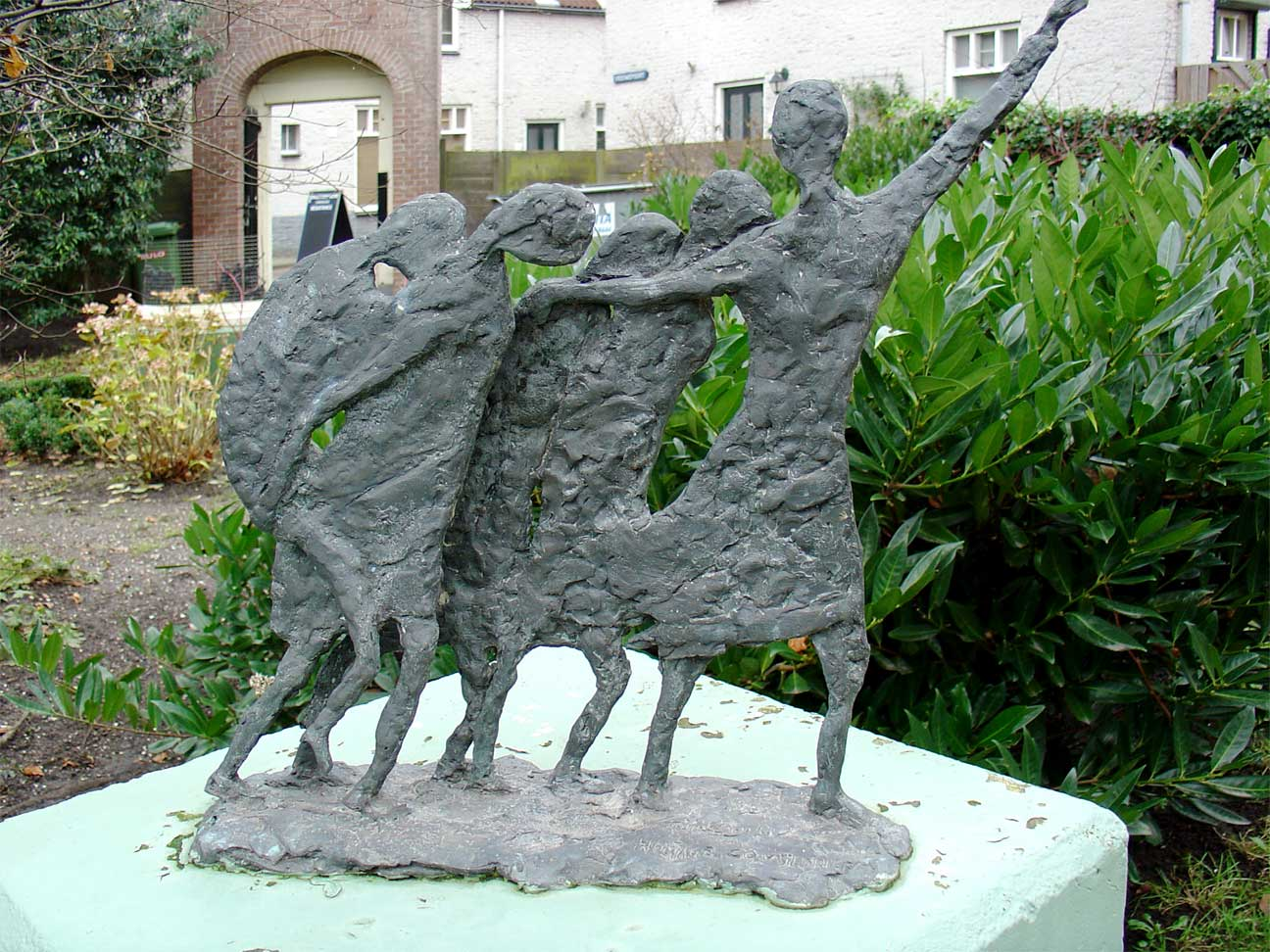
Replika von Leidse vrouwen in het verzet (1985), Widerstandsmuseum Gouda
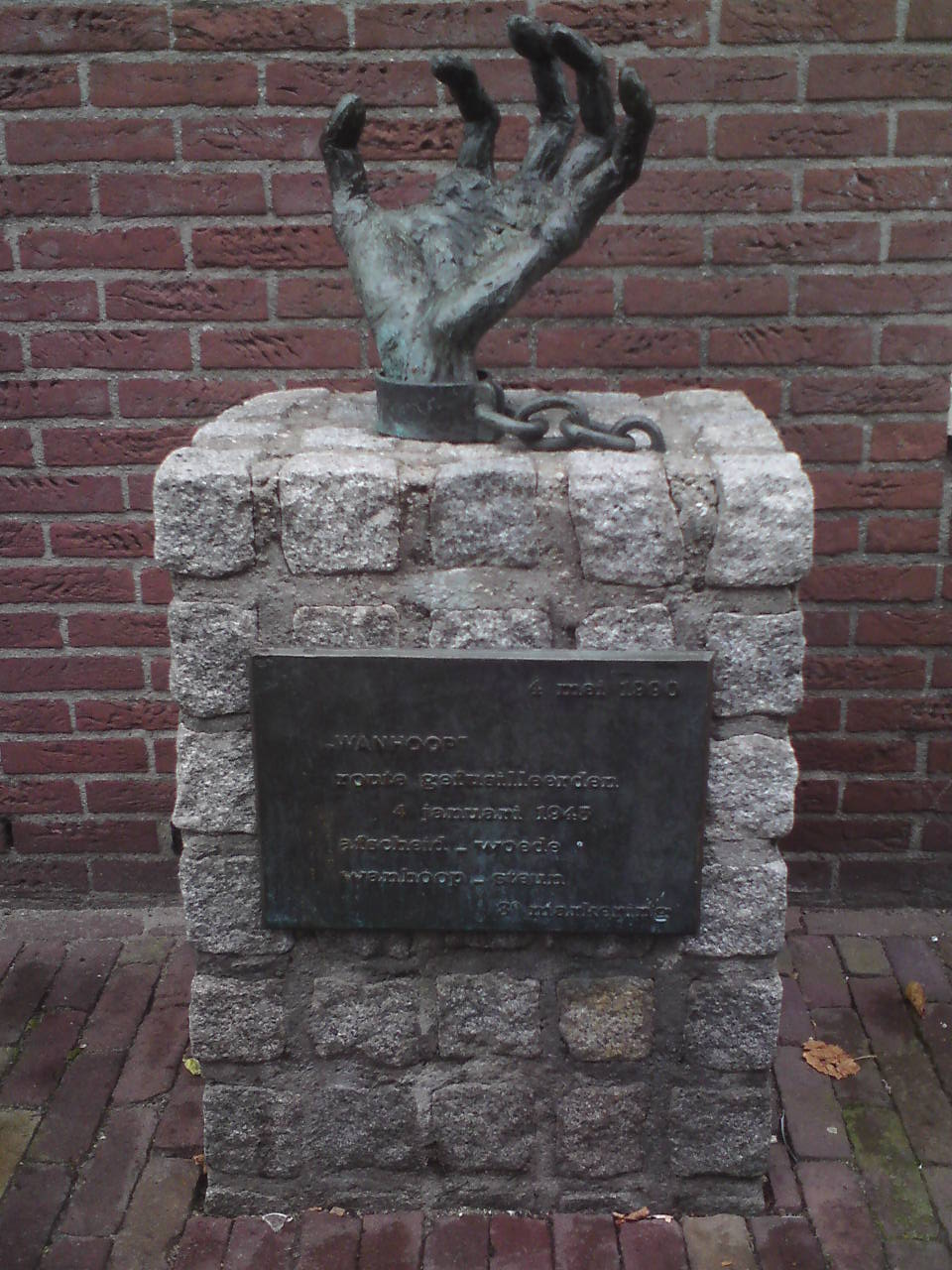
Wanhoop (1990), Hoorn
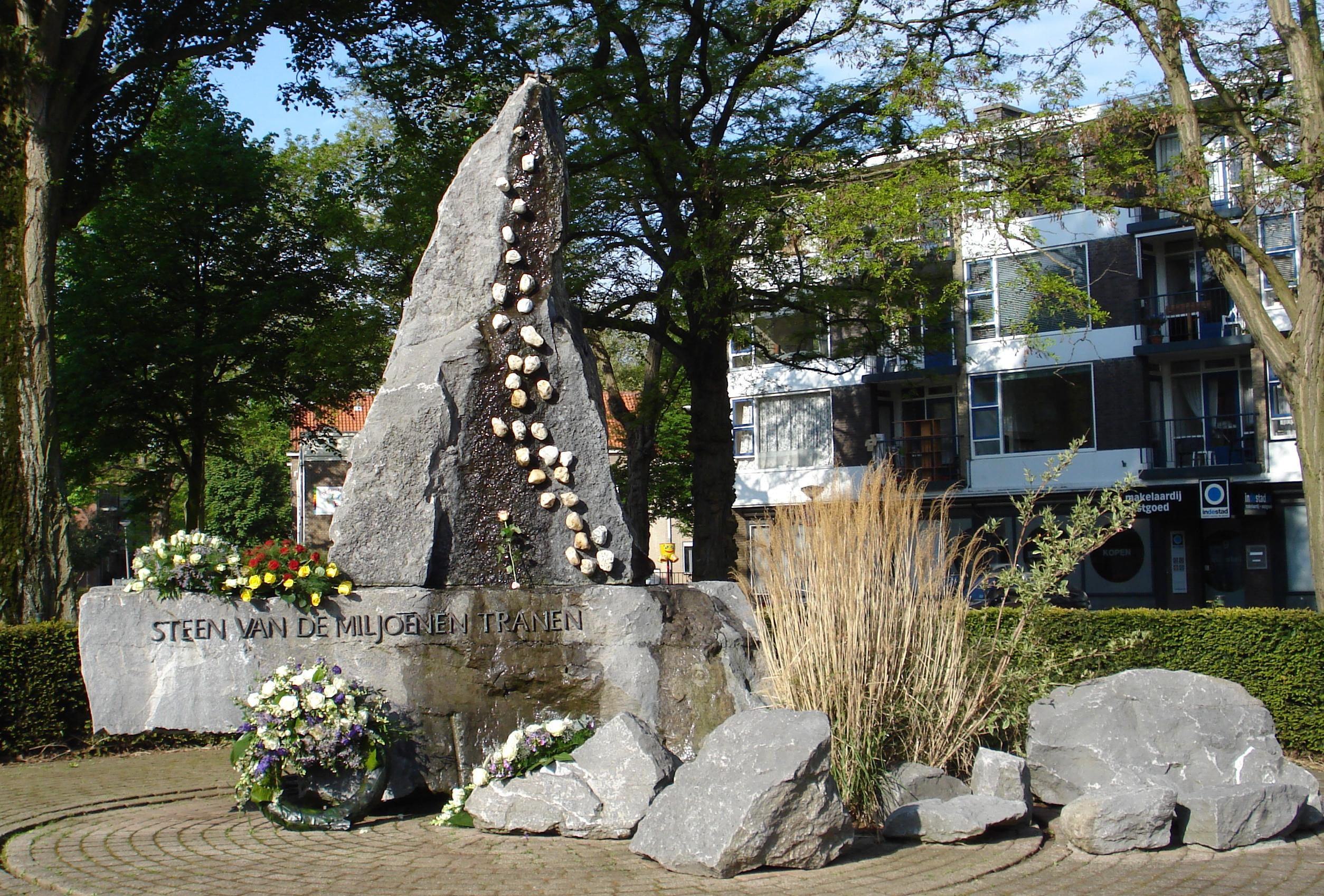
Steen van de miljoenen tranen (Stein der Millionen Tränen) (1990), Rotterdam
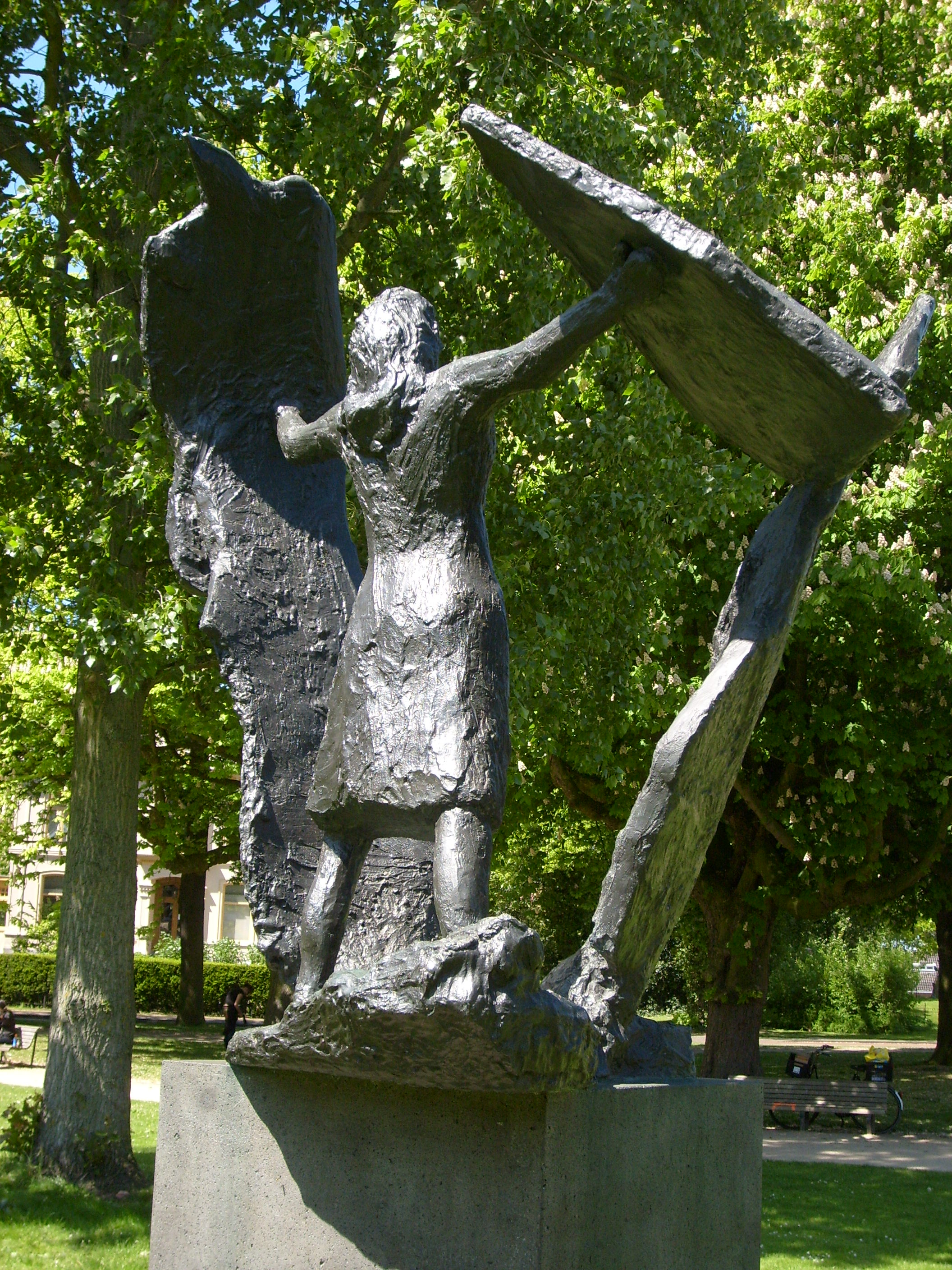
Hannie Schaft (1992), Haarlem

Daneben hatte sie viele Ausstellungen im In- und Ausland.

## Truus Oversteegenstraat
Am 12. Juni 2014 eröffnete Truus zusammen mit ihrer Schwester Freddie und dem Bürgermeister von Haarlem Bernt Schneiders die Truus Oversteegenstraat im Haarlemer Schlachthausviertel. Die Verlängerung bildet die Freddie Oversteegenstraat. Beide Straßen liegen parallel zur Hannie Schaftstraat.
Es gibt auch eine Truus Oversteegenstraat in Montfoort.